# Mare de Déu de Montserrat del Rossinyol
La Mare de Déu de Montserrat del Rossinyol, anteriorment la Mare de Déu del Carme, és una capella del poble de Monistrol de Calders, a la comarca del Moianès.

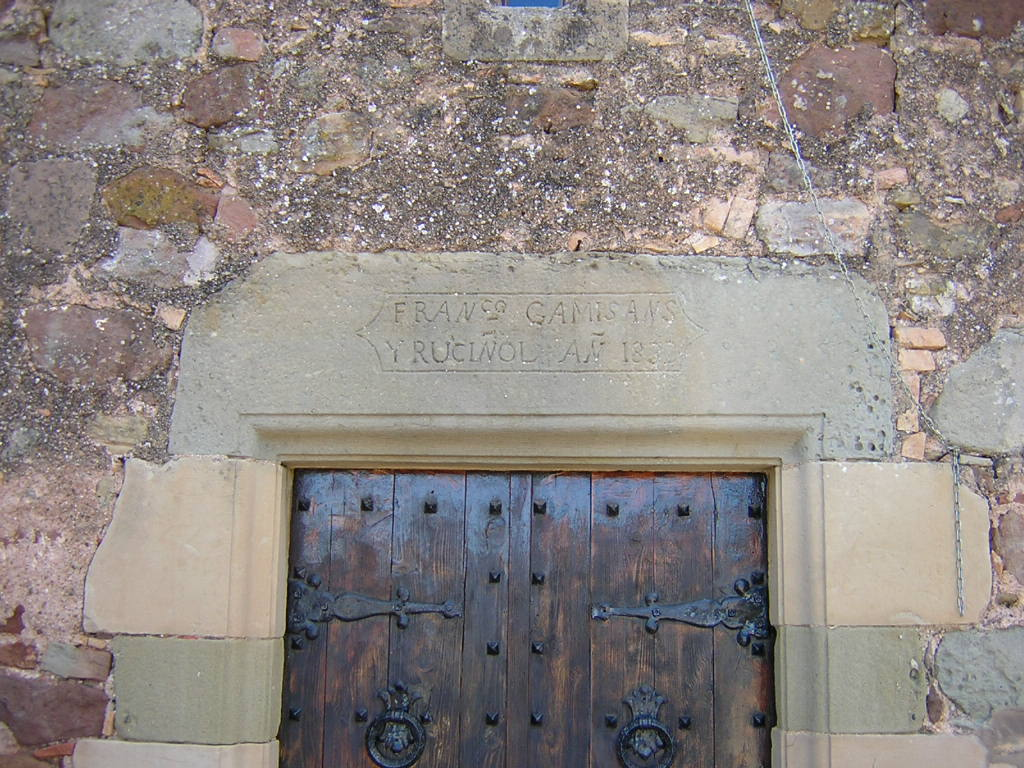
Llinda de la porta de la capella

Està situada en el mas del Rossinyol, al sud del poble, a l'extrem del terme municipal, llindant amb Granera i Mura. Es tracta d'una petita capella barroca popular d'una sola nau, sense absis exempt.
Està situada a l'extrem de llevant de l'era del Rossinyol, davant de la porta de la masia.